# حسين ملك بور (مقاطعة فيروزآباد)
حسين ملك بور (بالإنجليزية: Galleh Dari Gholam Hoseyn-e Malekpur)‏ هي قرية تقع في فارس في إيران.